# 禿䴉
禿䴉（学名：Geronticus calvus）是棲息在南部非洲遼闊草原及山區半沙漠的鳥類。
禿䴉是很大型、有光澤及背部呈藍色的朱鷺。牠們的面部呈紅色，與頭部一樣沒有羽毛。紅色的鳥喙長而且向下彎。牠們會在岩石間及山崖邊的地盤繁殖，每次會產2-3隻蛋，孵化期為21日。牠們主要吃昆蟲及其他細小的動物。
禿䴉是群居的，喜歡棲息在乾旱的環境。

## 保育狀況
牠們被列為《瀕危野生動植物種國際貿易公約》附錄二的物種，被限制出口及貿易。

## 外部連結
- BirdLife Species Factsheet （页面存档备份，存于）